# Copa da Escócia de 2010–11
A Copa da Escócia de 2010-11 é a 126º edição do torneio mais antigo do futebol da Escócia. A competição teve início em 1º de setembro de 2010 e terminou em 21 de maio de 2011, com o Celtic campeão.

## Premiação
| Copa da Escócia de 2010-11                |
| Escócia                                   |
| ----------------------------------------- |
| Celtic Football Club Campeão (35º título) |